# 伊藤一樹
伊藤 一樹（いとう かずき、1980年 - ）は、日本の書画家。愛知県出身。

## 略歴
幼い頃から書道を習っていたわけではなく、書画の道は独学で歩み始めた。無骨さの無い力強さを感じる、角がなく丸みを帯びた書体が心癒される書画として、活動の中心地である東海地区を中心に知られている。
また関西圏やイタリア、ミラノで行われた国際博覧会への出品などを経験し、、2019年6月に岐阜県恵那市 観光大使に就任した。

## 講演
活動の早期から作品制作だけでなく、自身の体験を基にした講演などを行い、中部圏を中心に全国へ活動を展開してきた。
株式会社豊田自動織機やダイハツ工業株式会社などで講演を行っている。

## 作品発表
2014年（平成26年）11月、重要伝統的建造物群保存地区に選定されている岐阜県恵那市岩村町の古い町並みに、ギャラリー「約束の樹」を設立。全国で作品発表するための拠点としている。同ギャラリーでは、「心の書画教室」という一般向けに書道教室を開催している。2018年（平成30年）5月には名古屋城本丸御殿　孔雀之間にて「出逢いは命を輝かす展」を開催した。
2019年には、於菊稲荷神社（群馬県高崎市）の格天井画【氣】を奉納し、戸隠山 公明院（長野県長野市戸隠）へ【不動明王】を奉納する。
また2020年（令和2年）7月に恵那市内の中学8校に書画を寄贈し、10月には日光東照宮(栃木県日光市)にて開かれた、平成の大修理完成記念式典にて揮毫・奉納。2021年4月には、パラミタミュージアム(菰野町大羽根園)にて個展を開催。
同年11月、出雲大社にコロナ収束を祈願し、作品【一心】を奉納した。

## 闘病生活
数年前に、重度のパニック障害を発症。日常生活に支障をきたす状態が長期にわたって続き作家として危機的な状況を経験する。
この闘病生活の中から、生活者としての個々人のありあふれた生活の中にある幸福や、自分自身の存在を尊んで大切にして生きることの重要さ、また人とのご縁、他者との出会いの大切さをメッセージして作品にこめて活動を続けている。